# Sketch (logiciel)
Pour les articles homonymes, voir Sketch (homonymie).
Sketch est un éditeur de graphiques vectoriels développé par la société néerlandaise Bohemian Coding. Sketch a été publié pour la première fois le 7 septembre 2010 sur macOS. Il a remporté un Apple Design Award en 2012. Une différence essentielle entre Sketch et d'autres éditeurs de graphiques vectoriels est que Sketch n'inclut pas de fonctionnalités de conception d'impression. Sketch est uniquement disponible sur macOS. Ce problème est partiellement résolu par des outils tiers et de transfert. 

## Histoire
L'idée du fondateur était de produire une application simple de maquettage pour les sites web pour gagner un peu d'argent tout en étant étudiant. Son logiciel a été depuis largement adopté par les graphistes et designers web. 

## Détails du programme
Sketch est principalement utilisé pour la conception d’UI et d’UX d’applications mobiles et web. Les fichiers conçus dans Sketch sont enregistrés dans son propre format de fichier .sketch. Les maquettes peuvent également être enregistrés dans les formats populaires PNG, JPG, TIFF, WebP. Les conceptions créées dans Sketch sont utilisées par les ingénieurs d'applications pour concevoir des applications mobiles et par les développeurs de sites web pour convertir les conceptions en sites web. 
Bien que Sketch ait été précédemment vendu via l'App Store, les développeurs ont décidé de retirer l'application du magasin en décembre 2015 pour le vendre uniquement depuis leur propre site web. Bohemian Coding a invoqué les directives techniques strictes d’Apple, son processus d’examen lent et son absence de prix de mise à niveau pour justifier sa décision. Le 8 juin 2016, Bohemian Coding a annoncé sur son blog qu'il était sur le point de passer à un nouveau système de licence pour Sketch. Les licences permettent aux utilisateurs de recevoir des mises à jour pendant un an. Après expiration de la licence, ils peuvent continuer d'utiliser la dernière version du logiciel publiée avant l'expiration de la licence, ou choisir de renouveler leur licence pour continuer à recevoir les nouvelles mises à jour pendant une autre année. 
Il existe de nombreuses extensions développés par la communauté afin d'ajouter de nouvelles fonctionnalités au logiciel. 

## Voir également
- Wireframe (design)